# Albert Perronne
 (avril 2014).
Si vous disposez d'ouvrages ou d'articles de référence ou si vous connaissez des sites web de qualité traitant du thème abordé ici, merci de compléter l'article en donnant les références utiles à sa vérifiabilité et en les liant à la section « Notes et références ».
Albert Perronne est un scientifique, chimiste et photographe né français (naturalisé suisse en 1914) le 23 avril 1891 à Blamont (Doubs) et mort le 7 janvier 1982 à Porrentruy (Suisse).

## Biographie
Né Jules Hermann Albert Perronne, fils unique d'Albert Adolphe Eugène Perronne (1849-1928), de nationalité française) et de Marie Grimaître (1856-1921), de nationalité suisse née à Damvant (Suisse). Albert n'a que deux ans lorsque ses parents déménagent en Suisse à Porrentruy où ils ouvrent un magasin de chaussures à la Rue Centrale (actuelle Rue du 23-Juin.)
Formation: 
Maturité (baccalauréat) à l'Ecole Cantonale de Porrentruy en 1911, études en chimie à la Sorbonne à Paris (licence en 1913), doctorat en chimie-physique à l'Université de Lausanne en 1915. Il reprendra le magasin de chaussures de ses parents à Porrentruy en 1919 qu'il tiendra, en parallèle avec ses activités de scientifique, photographe et spéléologue, jusqu'à ce qu'il le cède à la famille Perrey en 1954. .
Il fut l'ami du scientifique Frédéric-Édouard Koby, avec lequel il réalise la plupart de ses travaux. Il explore méthodiquement le trou du Creugenat à Chevenez, les grottes préhistoriques de Saint-Brais, ainsi que de nombreux gouffres et cavernes.
De 1932 à 1974, il réalise plus de 30 000 photographies de sa ville de Porrentruy, photographiant transformations architecturales et événements, dont il fait don en 1981 au Musée de l'Hôtel-Dieu à Porrentruy.
Il est également le père de l'actrice Denise Perronne, connu sous le nom d'artiste de Denise Péronne.